# Dörnigheim
Dörnigheim est un quartier de Maintal, une ville en Allemagne, dans le land de Hesse près de Francfort-sur-le-Main avec environ 15 000 habitants.
Ce quartier est situé sur la rive droite du Main.
La première mention écrite de Dörnigheim date de 793: un certain Wolfbodo donna le Gau du Main, dont Turinchheim (l'ancien nom de Dörnigheim) à l'abbé de Lorsch.
La propriété fut ensuite partagée entre les comtes de Hanau et les évêques de Mayence.
Situé entre Hanau à l'est et Francfort-sur-le-Main à l'ouest, Dörnigheim était une halte pour les commerçants qui allaient à Francfort. Le Maintal-Dörnigheim Ferry, un Bac à traille relie Dörnigheim à Mühlheim am Main située sur la rive opposée.
En 1974, Dörnigheim s'associa à trois autres villes pour fonder la ville de Maintal.